# Pectinaster filholi
Pectinaster filholi is een zeester uit de familie Benthopectinidae.
De wetenschappelijke naam van de soort werd in 1885 gepubliceerd door Edmond Perrier.